# ヨーロッパクサリヘビ
ヨーロッパクサリヘビ（Vipera berus) は、爬虫綱有鱗目クサリヘビ科クサリヘビ属に分類されるヘビ。

## 分布
ユーラシア大陸の北部地域に広く分布し、グレートブリテン島（アイルランド島では確認されていない）、フランス、イタリアの北部地域から、東ヨーロッパ、ロシア、スカンジナビア半島、中央アジア、モンゴルを経て、東はサハリン、北朝鮮、中国北部にまで達する。
本種は最も北に生息するクサリヘビで、スカンジナビア半島では北緯60度の北極圏付近にも見られる。

## 形態
全長65 - 90センチメートル。背面に暗色の鎖状の斑紋が入る。
オスの体色は灰色で、メスの体色は褐色。

### 毒
本種の毒は、アスプクサリヘビに比べるとそれほど強くはなく、現地ではそれほど恐れられていない。死者も極めてまれである。
その主成分は出血毒で、神経毒は少ない。そのため、咬まれると激痛と共に患部が腫れあがる。毒は強くないとは言えども、一刻も早い治療が必要である。

## 分類
以下の分類はThe Reptile Database(Uetz et al.,2016)に従う。
Vipera berus berus (Linnaeus, 1758)
Vipera berus bosniensis Boettger, 1889
Vipera berus nikolskii Vedmederya, Grubandt & Rudayeva, 1986
Vipera berus sachalinensis Zarevsky, 1917

## 生態
標高2,700メートル以下にある開けた森林や低木林・草原・湿原などの様々な環境に生息する。また、アルプス山脈など、標高の高い地域でも見られる。夜行性。
小型哺乳類、トカゲなどを食べる。
繁殖形態は胎生。3 - 18頭の幼蛇を産む。

## 人間との関係
農地開発などによる生息地の破壊、ペット用の採集などにより生息数は減少している。
日本ではくさりへび科（クサリヘビ科）単位で特定動物に指定されている。